# Buteo archeri
La poiana di Archer (Buteo archeri W.L.Sclater, 1918) è un uccello rapace della famiglia degli Accipitridi, endemico della Somalia.

## Descrizione
È un rapace di media taglia, lungo 50–55 cm. Simile a Buteo augur, da cui si differenzia per il piumaggio color nocciola delle parti inferiori.

## Distribuzione e habitat
La specie è diffusa sugli altopiani del nord della Somalia.

## Tassonomia
In passato si riteneva che questa entità fosse semplicemente una varietà morfologica di Buteo augur, ma gli studi filogenetici hanno smentito tale classificazione, negando ogni relazione con il clade B. augur/B. rufofuscus; deve pertanto essere considerata come specie a sé stante.